# Oddział partyzancki Nosajewa-Sabinina
Oddział partyzancki Nosajewa-Sabinina (ros. Oтряд Носаева-Сабинина) – antybolszewicki oddział zbrojny na Zawołżu podczas wojny domowej w Rosji
Wiosną 1919 r. na stepach Zawołża powstały liczne antybolszewickie oddziały partyzanckie. Rekrutowały się one z dezerterów z wojsk bolszewickich oraz miejscowych chłopów i przedstawicieli inteligencji. Największymi spośród nich były oddziały b. praporszczika armii carskiej Grigorija L. Nosajewa i b. oficera armii carskiej Nikołaja R. Sabinina. Partyzanci napadali głównie na rewolucyjne sielsowiety, likwidując w terenie nowo zakładane struktury władzy bolszewickiej. Po zdobyciu przez wojska sowieckie wsi Żitkur, gdzie mieściło się dowództwo oddziału, uwolniły one ponad 60 miejscowych działaczy bolszewickich, znajdujących się dotąd w areszcie. Uchodzący oddział N. R. Sabinina, liczący ok. 200 konnych, w rejonie stacji kolejowych Kajsackaja i Dżanibek połączył się z oddziałem G. L. Nosajewa. Partyzanci wycofali się w góry południowego Uralu, dołączając do wojsk atamana Kozaków uralskich gen. Władimira S. Tołstowa. Uczestniczyli w zdobywaniu Nowouzienska i Kazaciej Tołowki. We wrześniu 1919 r. gen. W. S. Tołstow odesłał oddział Nosajewa-Sabinina w stepy astrachańskie w celu uzyskania łączności z wojskami gen. Antona I. Denikina. Niemożność wykonania tego zadania spowodowała, że partyzanci ponownie podjęli działalność antybolszewicką w rejonie stacji Kajsackaja i Dżanibek. Walki trwały do maja 1920 r., kiedy oddział partyzancki Nosajewa-Sabinina został zniszczony przez sowiecką brygadę Wojsk Ochrony Wewnętrznej Republiki (BORCH). Obu dowódcom partyzanckim z częścią podkomendnych udało się przedostać w stepy kirgiskie, ale w chutorze Turgunskaja został schwytany N. R. Sabinin (rozstrzelany 29 października 1920 r.). Grigorij L. Nosajew zbiegł, formując wkrótce na Zawołżu nowy oddział partyzancki.